# Feliks Harasymowicz
Feliks Harasymowicz (Harasimowicz) (ur. 20 listopada 1890 w Puławach, zm. 4 czerwca 1968 w Krakowie) – oficer Błękitnej Armii, Wojska Polskiego w II Rzeczypospolitej i Polskich Sił Zbrojnych, kawaler Orderu Virtuti Militari, doktor praw.

## Życiorys
Urodził się w rodzinie Władysława i Wiktorii z Szymańskich. Absolwent wydziału prawa Uniwersytetu Petersburskiego i Oficerskiej Szkoły Artylerii w Petersburgu. W I wojnie światowej walczył na froncie włoskim.
W 1918 wstąpił do Błękitnej Armii gen. Józefa Hallera. Od października 1918 był szefem Biura Komunikacji Dyplomatycznej Komitetu Narodowego Polskiego we Francji, a później adiutantem i dowódcą baterii w 6 pułku artylerii polowej. Będąc dowódcą I dywizjonu 12 pułku artylerii polowej walczył na froncie polsko-bolszewickim. W maju 1920, za zniszczenie bolszewickiego pociągu pancernego przez dyon, w czasie obrony Krzyżopola na Ukrainie odznaczony został Krzyżem Srebrnym Orderu Virtuti Militari. 15 lipca 1920 został zatwierdzony z dniem 1 kwietnia 1920 w stopniu majora, w artylerii, w grupie oficerów byłej armii gen. Hallera. 1 czerwca 1921 pełnił służbę w 11 dywizjonie artylerii ciężkiej.
Po wojnie pełnił służbę w 5 pułku artylerii ciężkiej w Krakowie na stanowisku komendanta kadry baterii zapasowej. 3 maja 1922 został zweryfikowany w stopniu majora ze starszeństwem z dniem 1 czerwca 1919 i 147. lokatą w korpusie oficerów artylerii. Z dniem 15 lipca 1924 został wyznaczony na stanowisko kwatermistrza pułku. 1 grudnia tego roku został awansowany na stopień podpułkownika ze starszeństwem z dniem 15 sierpnia 1924 i 29. lokatą w korpusie oficerów artylerii. W październiku 1925 został przesunięty na stanowisko dowódcy III dywizjonu. W kwietniu 1928 został przeniesiony z 4 Okręgowego Szefostwa Artylerii w Łodzi na stanowisko oficera placu w Częstochowie. W tym samym roku uzyskał stopień doktora praw na Wydziale Prawa Uniwersytetu Jagiellońskiego. W marcu 1929 został przeniesiony do Powiatowej Komendy Uzupełnień Sosnowiec na stanowisko pełniącego obowiązki komendanta. W grudniu tego roku został zwolniony z zajmowanego stanowiska i oddany do dyspozycji dowódcy Okręgu Korpusu Nr V. Z dniem 31 maja 1930 został przeniesiony w stan spoczynku. W 1934, jako oficer stanu spoczynku pozostawał w ewidencji Powiatowej Komendy Uzupełnień Łódź Miasto II. Posiadał przydział do Oficerskiej Kadry Okręgowej Nr IV. Był wówczas „w dyspozycji dowódcy OK IV”.
Od sierpnia 1940 był oficerem artylerii w Brygadzie Strzelców Karpackich, a następnie służył w 2 Korpusie Polskim gen. Władysława Andersa.
W latach 1947–1958 był poddany kontroli operacyjnej przez funkcjonariuszy Wojewódzkiego Urzędu ds. Bezpieczeństwa Publicznego w Krakowie, jako „były oficer Wojska Polskiego sprzed 1939 r. podejrzany o współpracę z Oddziałem II Sztabu Generalnego WP”.
Zmarł w Krakowie, spoczywa na miejscowym cmentarzu wojskowym, przy ul. Prandoty.
Był żonaty z Eleonorą, miał syna Jerzego (ur. 1921). W Oddziałowym Archiwum Instytutu Pamięci Narodowej w Krakowie przechowywana jest teczka personalna informatora pseudonim „Wega” dot. Jerzego Harasimowicza s. Feliksa (ur. 11 września 1921).

## Ordery i odznaczenia
- Krzyż Srebrny Orderu Virtuti Militari (nr 5792)[1]
- Krzyż Walecznych[1]
- Medal Niepodległości[1]